# Pandemia di COVID-19 in Oceania
Il primo caso della pandemia di COVID-19 in Oceania è stato confermato il 25 gennaio 2020 a Melbourne, in Australia, il Paese che ha poi registrato più contagi nel continente. Ad ottobre 2021, 3 Stati sovrani (Nauru, Tuvalu e Tonga) e alcuni territori dipendenti non avevano ancora registrato alcun caso ufficiale.

## Antefatti
Il 12 gennaio 2020, l'Organizzazione mondiale della sanità (OMS) ha confermato che un nuovo coronavirus era la causa di una nuova infezione polmonare che aveva colpito diversi abitanti della città di Wuhan, nella provincia cinese dell'Hubei, il cui caso era stato portato all'attenzione dell'OMS il 31 dicembre 2019.
Sebbene nel tempo il tasso di mortalità della COVID-19 si sia rivelato decisamente più basso di quello dell'epidemia di SARS che aveva imperversato nel 2003, la trasmissione del virus SARS-CoV-2, alla base della COVID-19, è risultata essere molto più ampia di quella del precedente virus del 2003, e ha portato a un numero totale di morti molto più elevato.

## Panoramica
Il primo caso della pandemia di COVID-19 che ha colpito il mondo intero nel 2019-20 è stato riscontrato in Oceania il 25 gennaio 2020; in particolare si trattava di un cittadino cinese arrivato in Australia da Guangzhou il 19 gennaio. Dopo l'Australia, il secondo paese raggiunto dalla COVID-19 è stata la Nuova Zelanda, che ha confermato il primo caso dell'epidemia sul proprio territiorio poco più di un mese dopo, il 28 febbraio.
Da allora il contagio si è via via diffuso e, a metà aprile, i paesi oceaniani coinvolti erano in tutto 6 su un totale di 16, con il numero totale di casi confermati che aveva superato le 8000 unità e le morti che avevano superato di poco la soglia delle 80 unità, la maggior parte dei quali riscontrato in Australia. In Oceania la pandemia viene gestita autonomamente da ogni diverso Stato, che ha implementato con modi e tempi diversi alcune misure di prevenzione che sono comunque, nella maggior parte dei casi, comuni, come la restrizione dei viaggi, la cancellazione dei voli sia interni sia internazionali, la cancellazione di eventi e manifestazioni pubbliche e la chiusura di scuole e frontiere.
Secondo molti però il basso numero di contagi negli Stati oceaniani, è però dovuto anche al clima caldo presente in quelle regioni nel momento in cui la pandemia si è scatenata e anche il fatto che, in molti degli arcipelaghi, l'inquinamento atmosferico è molto basso.
Stando alle dichiarazioni degli economisti esperti della regione, la maggior minaccia derivante dalla COVID-19 per gli arcipelaghi del Pacifico è più economica che sanitaria: molti di questi arcipelaghi infatti vedono nel turismo la loro più grande fonte di introiti e il turismo è proprio uno dei settori economici maggiormente messo in crisi dalla pandemia.
Fino a metà aprile gli Stati oceanici che non avevano ancora riferito alcun caso di COVID-19 nel loro territorio erano: Kiribati, le Isole Marshall, gli Stati Federati di Micronesia, Nauru, Palau, Samoa, le Isole Salomone, Tonga, Tuvalu e Vanuatu. Nonostante l'assenza di casi, ognuno di questi Stati ha indipendentemente attuato misure di prevenzione, dichiarando quasi tutti lo stato di emergenza, diminuendo il numero di voli provenienti dalla terraferma e di navi da crociera o da pesca straniere nelle proprie acque e arrivando, nel caso di Vanuatu e di Samoa (che sta riprendendosi da un recente focolaio di morbillo che ha colpito il 3% della popolazione), alla chiusura totale delle attività.
Anche nel territorio francese di Wallis e Futuna, in quello australiano dell'isola Norfolk, in quello britannico di Pitcairn, in quello statunitense delle Samoa Americane, e negli Stati di Niue e delle isole Cook e Tokelau (che non sono conteggiati tra gli Stati indipendenti in quanto in parte dipendenti dalla Nuova Zelanda) fino alla prima metà aprile non era stato registrato alcun caso di COVID-19.
Il 5 maggio 2023, l'Organizzazione mondiale della sanità dichiara ufficialmente la fine della pandemia.

## Contagi confermati per singolo Paese
| Nazione                       | Casi totali | Morti  | Guarigioni |
| ----------------------------- | ----------- | ------ | ---------- |
| Australia (dettagli)          | 11 290 997  | 17 570 | 10 979 282 |
| Nuova Zelanda                 | 2 191 215   | 2 502  | 2 179 876  |
| Hawaii                        | 377 743     | 1 797  | -          |
| Nuova Caledonia               | 79 785      | 314    | -          |
| Polinesia francese            | 77 957      | 649    | -          |
| Figi                          | 68 848      | 883    | 66,307     |
| Guam                          | 50 728      | 416    | -          |
| Papua Nuova Guinea            | 46 663      | 669    | 45,827     |
| Isole Salomone                | 24 575      | 153    | 16,357     |
| Micronesia                    | 22 676      | 58     | -          |
| Tonga                         | 16,779      | 12     | -          |
| Samoa                         | 16,087      | 29     | -          |
| Isole Marshall (dettagli)     | 15,584      | 17     | 15,501     |
| Isole Marianne Settentrionali | 13,395      | 41     | -          |
| Vanuatu                       | 12,014      | 14     | -          |
| Samoa Americane               | 8,320       | 34     | -          |
| Isole Cook                    | 7 009       | 2      | 7 002      |
| Palau                         | 5,986       | 9      | -          |
| Kiribati                      | 5,008       | 18     | -          |
| Nauru                         | 4,621       | 1      | 4,605      |
| Wallis e Futuna               | 3,427       | 7      | 438        |
| Tuvalu                        | 2,805       | 0      | 466        |
| Isola di Pasqua               | 1,751       | 0      | 1,745      |
| Bougainville                  | 1,202       | 19     | -          |
| Isola Norfolk                 | 1,051       | 0      | 1,039      |
| Niue                          | 747         | 0      | 747        |
| Tokelau                       | 5           | 0      | 0          |
| Isole Pitcairn                | 4           | 0      | 0          |
| Totale                        | 13,432,922  | 22,475 | 12,230,202 |

Note:
Inoltre, le isole Cook hanno registrato un caso positivo post-quarantena in Nuova Zelanda ma hanno 0 casi riportati all'OMS, e le  Kiribati hanno registrato due casi che però hanno fatto la quarantena al largo dell'arcipelago.
     Il Paese al momento non presenta casi attivi.

### Australia

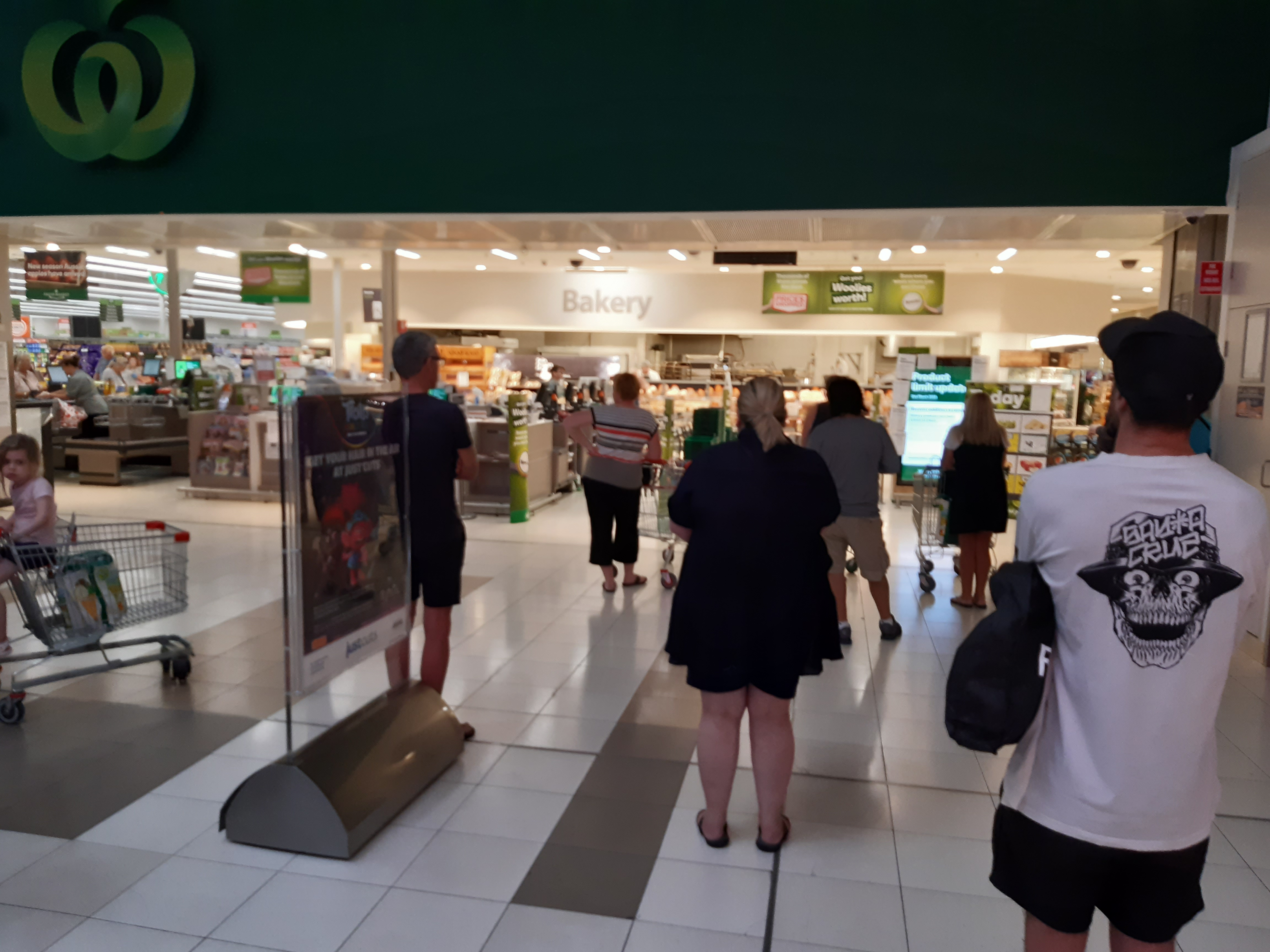
I clienti di un supermercato di Città di Rockingham, in Australia, mentre sono in fila alla cassa mantenendo la distanza di sicurezza

Il primo caso di COVID-19 è stato confermato nel paese il 25 gennaio; si trattava in particolare di un cittadino cinese arrivato a Melbourne da Guangzhou il 19 dello stesso mese. Lo stesso giorno, poi, sono stati confermai altri tre casi, tutti cittadini cinesi provenienti da Wuhan, a Sydney.
I contagi in Australia hanno subito una vera a propria impennata in marzo, tanto che alla fine del mese nel Paese era stato confermato un totale di 4560 casi e di 19 vittime, la prima delle quali, un australiano di 78 anni che era stato a bordo della Diamond Princess, era morta il primo giorno del mese. In aprile, invece, il numero di nuovi contagi quotidiani è via via diminuito, tanto che, nelle prime due settimane di aprile i contagi totali erano aumentati di circa 1500 unità, avevano superato la soglia dei 6000 l'8 aprile, quando le morti dovute alla COVID-19 erano salite a 50. Alla fine di maggio il totale dei casi era salito a 7195 e le morti a 102.

### Cile

#### Isola di Pasqua
Il primo caso di COVID-19 è stato confermato nell'Isola di Pasqua il 24 marzo, nonostante già dal 19 marzo il governo avesse ordinato la completa chiusura di tutte le attività sull'isola e avesse chiesto alla LATAM Airlines di evacuare tutti i turisti presenti sull'isola. Alla fine di aprile il totale dei casi era salito a 5 e alla fine di maggio non era stati registrati nuovi casi.

### Figi
Il primo caso di COVID-19 è stato riscontrato nel paese, che aveva vietato sin dal 16 marzo l'attracco a qualunque nave da crociera, il 19 marzo; si trattava in particolare di un ventisettenne figiano che lavorava come assistente di volo per la Fiji Airways e che era tornato da San Francisco il 16 marzo.
Alla fine di marzo, nelle Figi era stato confermato un totale di soli 5 casi, mentre la soglia dei 15 contagi è stata superata il 9 aprile, senza che nel paese vi fosse ancora alcuna morte dovuta alla COVID-19. Alla fine di maggio il totale dei casi era salito a 18 e ancora nessuna vittima della COVID-19 era stata registrata nel paese.

### Francia

#### Polinesia francese
Il primo caso di COVID-19 è stato confermato in questa collettività d'oltremare francese l'11 marzo; si trattava in particolare di Maina Sage, rappresentante della Polinesia francese all'Assemblea nazionale di Francia e rientrata pochi giorni prima da Parigi.
Alla fine di marzo, nella Polinesia francese era stato confermato un totale di 37 casi, mentre la soglia dei 50 contagi è stata superata l'8 aprile, senza che nel paese vi fosse ancora alcuna morte dovuta alla COVID-19. Alla fine di maggio il totale dei casi era salito a 60 e non era stata registrata ancora nessuna morte dovuta alla COVID-19.

#### Nuova Caledonia
I primi due casi di COVID-19 sono stati confermati in questa collettività d'oltremare francese il 18 marzo.
Alla fine di marzo in Nuova Caledonia era stato confermato un totale di soli 16 casi, numero che è salito a 18 il giorno dopo e che nei primi 20 giorni di aprile non è più aumentato. Uno dei contagiati era un membro dello staff del presidente Thierry Santa, che è stato così costretto ad entrare in quarantena a partire dal 4 aprile.
Alla fine di maggio il totale dei casi era salito a 19 e non era stata registrata ancora nessuna morte dovuta alla COVID-19.

### Nuova Zelanda

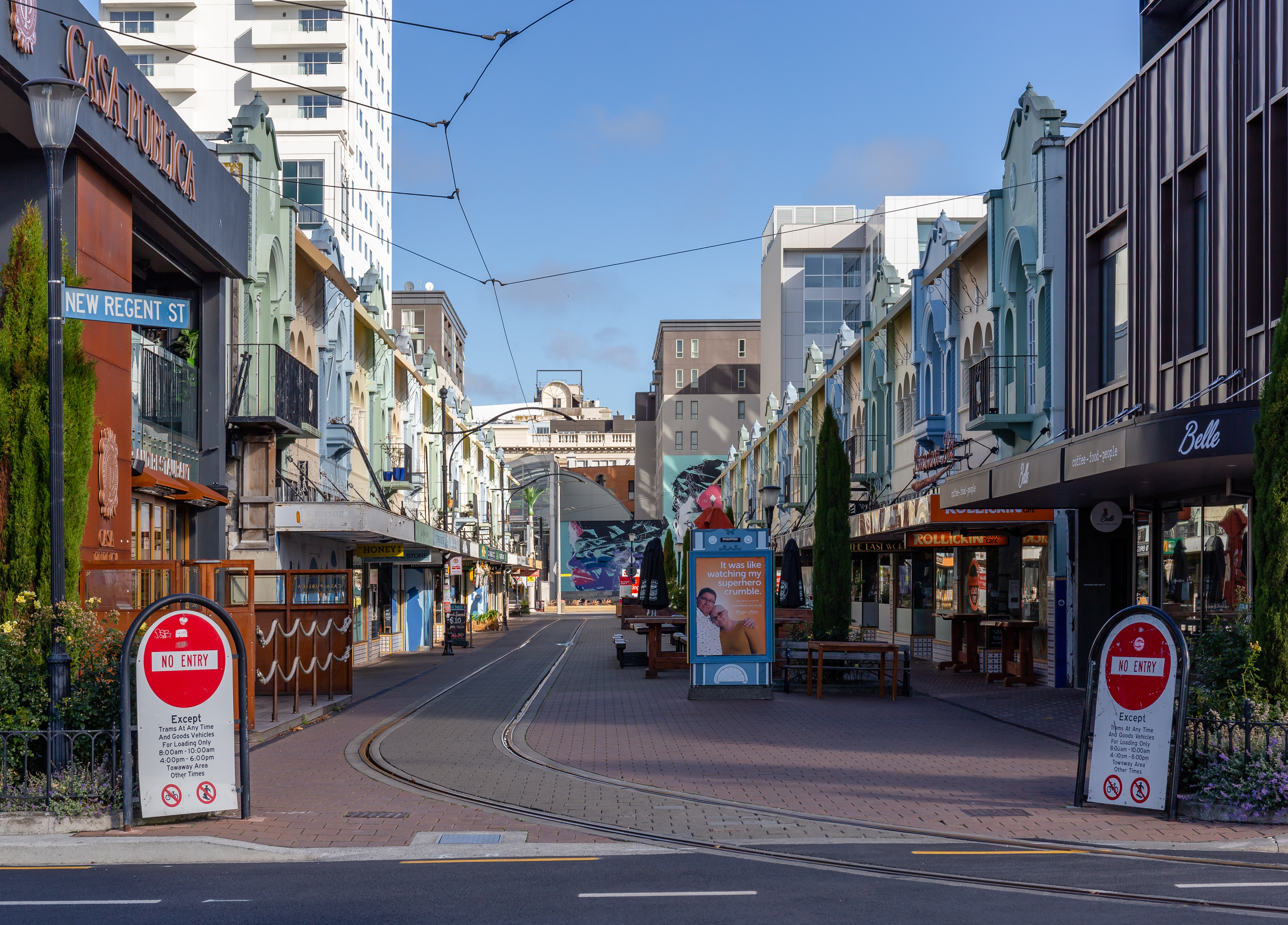
Strade deserte all'ora di punta a Christchurch, in Nuova Zelanda

Il primo caso di COVID-19 è stato confermato nel paese il 28 febbraio; si trattava in particolare di un sessantenne neozelandese che era da poco tornato dall'Iran facendo scalo a Bali, in Indonesia, arrivando ad Auckland il 26 febbraio.
Alla fine di marzo, in Nuova Zelanda era stato confermato un totale di 647 casi e una sola morte, avvenuta il 29 del mese, mentre la soglia dei 1400 casi confermati è stata superata il 16 aprile quando le morti dovute alla COVID-19 erano salite a 9. Alla fine di maggio il totale dei casi era salito a 1504 e le morti a 22.

### Papua Nuova Guinea
Il primo caso di COVID-19 è stato confermato nel paese il 20 marzo; si trattava in particolare di un cittadino straniero di origine italiana.
Il secondo caso è stato confermato solo all'inizio del mese di aprile e il numero totale dei contagi non era ancora arrivato alla decina nella prima metà del mese. Alla fine di maggio il totale dei casi era salito a 8 e non era stata registrata ancora nessuna morte dovuta alla COVID-19.

### Territori degli Stati Uniti d'America

#### Guam
I primi tre casi di COVID-19 sono stati confermati in questo territorio non incorporato degli Stati Uniti d'America il 15 marzo; come annunciato dal governatore Lou Leon Guerrero si trattava in particolare di due persone che erano arrivate a Guam da Manila, nelle Filippine e di un'altra che invece non aveva effettuato viaggi in tempi recenti.
Alla fine di marzo, a Guam era stato confermato un totale di 69 casi e di due morti, la prima delle quali avvenuta il 22 del mese, dopo aver passato la soglia dei 130 casi il 10 aprile, il numero di contagi sembra essersi quasi arrestato tanto che nei dieci giorni seguenti il totale dei contagi era salito di sole 6 unità, con un totale di morti dovute alla COVID-19 che era arrivato a 5.
Il 3 aprile sono inoltre stati confermati dei casi di COVID-19, ben 114, a bordo della portaerei statunitense USS Theodore Roosevelt, allora alla fonda nelle acque di Guam. Dopo aver effettuato i test, il personale risultato negativo è stato trasferito in hotel dell'isola mentre i 114 contagiati sono stati trattenuti a bordo.
Alla fine di maggio il totale dei casi era salito a 172 mentre il totale delle morti era ancora fermo a 5.

#### Hawaii
Il 5 marzo è stato confermato la positività alla COVID-19 di un passeggero della nave da crociera Grand Princess, di ritorno a San Francisco dalle Hawaii. I primi tre casi sul territorio dello Stato americano sono stati confermati il 13 marzo, due nella contea di Kauai e uno nella contea di Maui.
Alla fine di marzo, nelle Hawaii era stato confermato un totale di 224 casi e di una sola morte, avvenuta l'ultimo giorno del mese. La soglia dei 500 contagi è stata superata il 12 aprile, quanto il totale delle morti per COVID-19 era salito a 9 unità. Alla fine di maggio il totale dei casi era salito a 649 mentre il totale delle morti era salito a 17.

#### Isole Marianne Settentrionali
I primi due casi di COVID-19 sono stati confermati in questo territorio non incorporato degli Stati Uniti d'America il 28 marzo.
Il mese di marzo si è chiuso con due soli contagi confermati mentre il mese di aprile si è aperto con la conferma della prima morte. La soglia dei 10 contagi è stata superata il 10 aprile, quando le morti dovute alla COVID-19 nelle Isole Marianne Settentrionali erano salite a 2. Alla fine di maggio il totale dei casi era salito a 22 mentre il totale delle morti era ancora fermo a 2.